# Joanna Maria od Jezusa Eucharystycznego
Joanna Maria od Jezusa Eucharystycznego (właśc. Flore Bracaval) (ur. 3 maja 1861 w Mouscron; zm. 26 stycznia 1935 w Arienzo) – belgijska zakonnica, Służebnica Boża Kościoła katolickiego.

## Życiorys
Urodziła się bardzo religijnej rodzinie. Zmarła mając 73 lata w opinii świętości.
8 marca 1997 papież Jan Paweł II ogłosił dekret o heroiczności jej cnót. Jej wspomnienie obchodzone jest w rocznicę śmierci 26 stycznia.